# Csaba Molnár
Csaba Molnár (ur. 4 grudnia 1975 w Csornie) – węgierski polityk, w latach 2008–2010 minister, deputowany krajowy, poseł do Parlamentu Europejskiego VIII, IX i X kadencji.

## Życiorys
Ukończył kolegium nauczycielskie, następnie studia z zakresu nauk politycznych i prawnych na Uniwersytecie im. Loránda Eötvösa w Budapeszcie. Pracował w zawodzie prawnika i nauczyciela akademickiego na Uniwersytecie Zachodnich Węgier. Zaangażował się w działalność polityczną w ramach Węgierskiej Partii Socjalistycznej i jej organizacji młodzieżowej. Był członkiem samorządu miasta Győr i radnym rady komitatu Győr-Moson-Sopron.
W wyborach w 2006 został wybrany na posła do Zgromadzenia Narodowego. W maju 2008 premier Ferenc Gyurcsány powołał go na stanowisko sekretarza stanu w ministerstwie gospodarki i rozwoju narodowego. W grudniu 2008 w tym samym rządzie Csaba Molnár objął urząd ministra transportu, telekomunikacji i energii. W kwietniu 2009 nowy premier Gordon Bajnai powierzył mu funkcję ministra – szefa kancelarii premiera, którą pełnił do maja 2010, uzyskując w wyborach w tym samym roku parlamentarną reelekcję. W trakcie kadencji odszedł z partii socjalistycznej, współtworząc Koalicję Demokratyczną, którą powołał Ferenc Gyurcsány. W 2011 został wiceprzewodniczącym tego ugrupowania.
W 2014 Csaba Molnár po raz kolejny uzyskał mandat poselski (z listy krajowej Jedności). W wyniku wyborów europejskich przeprowadzonych w tym samym roku z ramienia Koalicji Demokratycznej został eurodeputowanym VIII kadencji PE. W 2018 ponownie wybrany do krajowego parlamentu, jednak zrezygnował z objęcia mandatu. W 2019 z powodzeniem ubiegał się o reelekcję w wyborach do PE. W 2024 utrzymał mandat europosła na kolejną kadencję.